# Potok Życzanowski

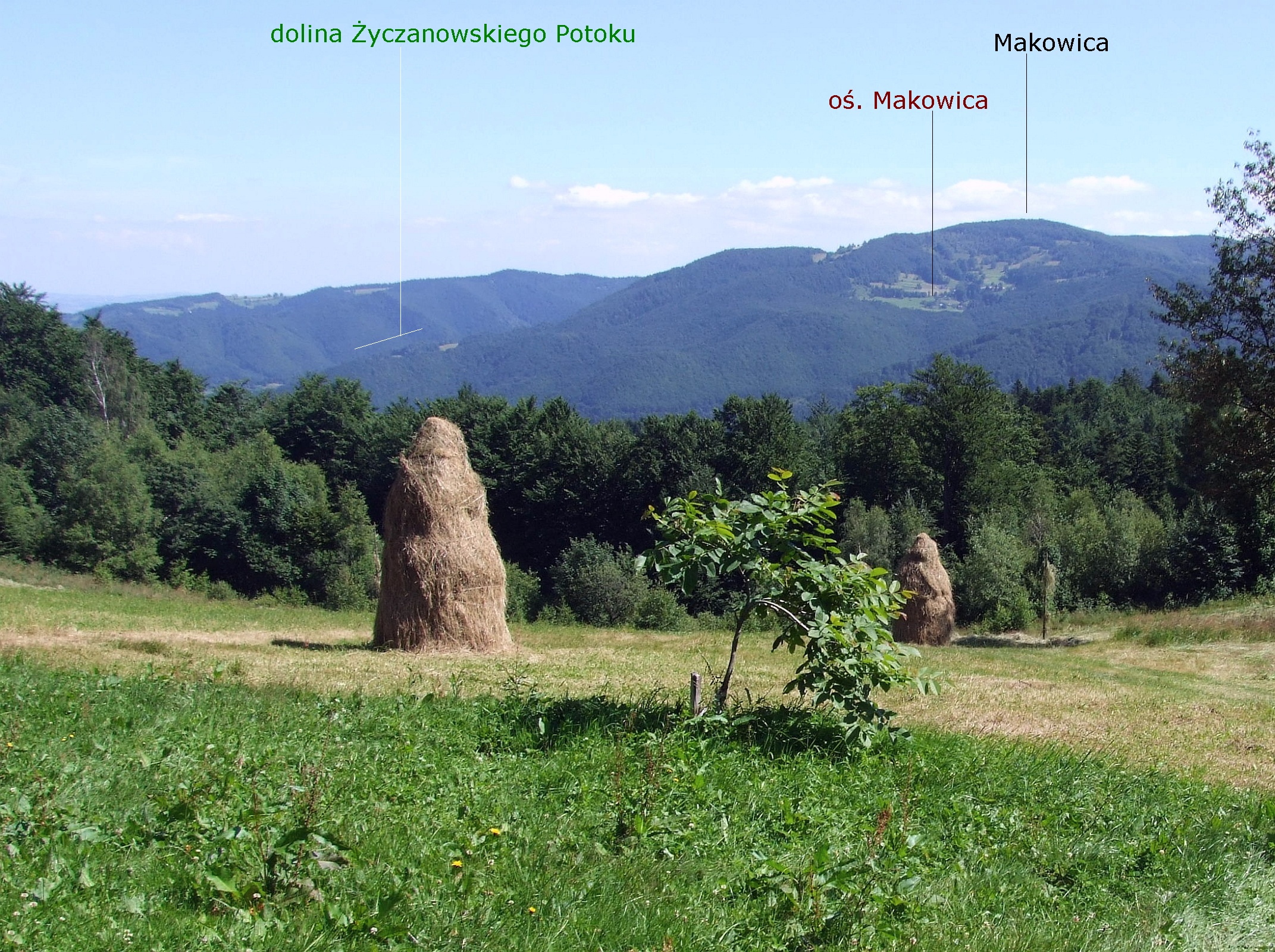
Widok z Kordowca na Makowicę i dolinę Potoku Życzanowskiego

Potok Życzanowski (błędnie zwany też Potokiem Rzeczanowskim lub Rzyczanowskim) – prawobrzeżny dopływ Popradu, mający swe źródła na wysokości około 800 m, na wschodnich stokach Makowicy (948 m), w Paśmie Jaworzyny Krynickiej Beskidu Sądeckiego.
Początkowo potok płynie w kierunku północnym, następnie przybiera kierunek zachodni, zbierając cieki wodne spływające ze stoków Ostrej (834 m), Wilczych Dołów (780 m), Nad Garbem (781 m) i Wysokiego Gronia (692 m) i północno-zachodnich stoków Makowicy. Po przepłynięciu 5 kilometrów uchodzi do Popradu w Życzanowie w miejscu o współrzędnych 49°30′04″N 20°40′39″E/49,501111 20,677500.
Na potoku są wysokie szypoty. Przełom potoku w środkowym jego biegu, na długości 1 km i powierzchni 7 ha stanowi powierzchniowy pomnik przyrody pod nazwą „Głęboki Jar”. Na jego terenie rośnie przetacznik pokrzywolistny – gatunek rośliny w Polsce znany zaledwie z kilku miejsc w Pieninach i Beskidzie Sądeckim.
Górną częścią doliny potoku prowadzi niebieski szlak turystyczny z Barcic na Makowicę. W dolinie potoku znajdują się zabudowania przysiółków wsi Rytro – Życzanów i Podmakowica.